# أقنية زنوبيا
أقنية زنوبيا أو القنوات هي قنوات مائية تعتبر حسب التقاليد أن زنوبيا بنتها لنقل المياه من نهر العاصي في جبال لبنان الشرقية إلى تدمر. حيث يمكن رؤية بقايا القنوات في أماكن حول لبنان. إحدى القنوات يدل على إنشاؤه من جبل بالقرب من اللبوه ويمتد إلى القصير. يمتد الآخر من قرية شواغير الفوقا على بعد 8 كيلومترات (5.0 ميل) إلى الشمال من الهرمل. تم حفر القنوات مع حجر الأساس من الحجر الجيري الصلب إلى عمق 20 مترًا (66 قدمًا) مع آبار تقريبًا كل 100 متر (330 قدم).
قد تم الاقتراح بأن القنوات قد شيدت في الأصل خلال فترة وجيزة من زنوبيا من قبل مايكل العوف الذي لاحظ وجود آثار للقنوات في الصحراء.